# 2011 في ليبيا
فيما يلي قوائم الأحداث التي وقعت خلال عام 2011 في ليبيا.
الربيع العربي
مقتل معمر القذافي
الحرب الأهلية الليبية (2011)

## أحداث
- 15 سبتمبر – معركة سرت
- 15 فبراير – معركة بنغازي الأولى
- 23 فبراير – معركة مصراتة
- 19 مارس – معركة بنغازي الثانية
- 20 أغسطس – تحرير طرابلس
- 4 مارس – معركة راس لانوف الأولى

## موسيقى

### أغاني
من الأغاني التي صدرت هذه السنة في ليبيا:
معاك يا قائدنا - احمد السوكني
ردو عليهم
الأمجاد هذا يومها

### فبراير
- 20 فبراير – مهدي زيو (مواليد 1962)

### مارس
- 19 مارس – محمد نبوس (مواليد 1983) صحفي ليبي.

### أبريل
- 30 أبريل – سيف العرب القذافي (مواليد 1982) سياسي ليبي.

### أغسطس
- 22 أغسطس – عطية الله الليبي (مواليد 1970)
- 29 أغسطس – خميس القذافي (مواليد 1983) ضابط ليبي.

### أكتوبر
- 20 أكتوبر – أبو بكر يونس (مواليد 1952)
- 20 أكتوبر – المعتصم القذافي (مواليد 1974)
- 20 أكتوبر – معمر القذافي (مواليد 1942) رئيس ليبي أسبق.